# 能嶋宏弥
能嶋 宏弥（のじま ひろや、1995年8月24日 - ）は、日本のプロボクサー。富山県黒部市出身。元WBOアジアパシフィックミドル級王者。薬師寺ボクシングジム&フィットネス所属。

## 人物
富山商業高校では野球部に所属して、中京大学入学後経済学部に入りボクシングを始めた。なお中京大学時代はボクシング部主将を務めて全日本社会人選手権で準優勝経験がある。元プロボクサーで世界4階級制覇王者の田中恒成とは経済学部の同級生。
2021年5月から中京大学研究補助員をしている。

## 来歴
2019年3月31日のプロデビュー戦は2回TKO勝ち。
2020年西軍ウェルター級新人王として、東軍代表山崎海知を相手に4回3-0（39×35×3）判定勝ちで全日本新人王を獲得
そして2022年7月24日、大阪府堺市産業振興センターでWBOアジアパシフィックミドル級王者の野中悠樹に挑戦し、6回1分1秒TKO勝ちを収め王座獲得に成功。
2022年12月11日に愛知県の刈谷市産業振興センター・あいおいホールで初防衛戦として2020年度東日本ミドル級新人王の可兒栄樹と対戦し、10回3-0（95-94、98-91、97-92)の判定勝ちを収め初防衛に成功。その9日後の2022年12月20日、ウェルター級再転向のためWBOアジアパシフィックミドル級王座を返上。
2023年3月26日、愛知県の刈谷市産業振興センター・あいおいホールでウェルター級再転向戦として日本ウェルター級13位の星大翔と対戦し、8回1-1（77-75、75-77、76-76）の引き分け。
2023年9月2日、後楽園ホールで第57代日本ウェルター級王者の坂井祥紀に挑戦するも、10回0-3（92-98×3）の判定負けを喫し日本王座獲得に失敗した。
2024年3月31日、愛知県の刈谷市産業振興センター・あいおいホールで自身初の外国人ボクサー対決として2020年東京オリンピックウガンダ代表で日本デビュー戦となったセムジュ・デビッドと対戦するも、8回0-3（75-77×2、74-78）の判定負けで再起ならず。

## 戦績
- アマチュアボクシング - 18戦13勝5敗
- プロボクシング - 15戦11勝（5KO）3敗1分

| 戦           | 日付           | 勝敗 | 時間    | 内容    | 対戦相手                              | 国籍     | 備考                                             |
| ------------ | -------------- | ---- | ------- | ------- | ------------------------------------- | -------- | ------------------------------------------------ |
| 1            | 2019年3月31日  | ☆    | 2R 2:37 | TKO     | 上原大樹（伊豆）                      | 日本     | プロデビュー戦                                   |
| 2            | 2019年4月28日  | ☆    | 4R      | 判定3-0 | 廣中大介（とよはし）                  | 日本     | 2019年度中日本ウェルター級新人王予選             |
| 3            | 2019年9月15日  | ☆    | 3R 0:15 | TKO     | 塩尻りんたろう（鹿児島）              | 日本     |                                                  |
| 4            | 2019年11月10日 | ★    | 1R 2:25 | TKO     | 安井誉（森岡）                        | 日本     | 2019年度全日本ウェルター級新人王西軍代表決定戦   |
| 5            | 2020年11月8日  | ☆    | 4R      | 判定3-0 | 平安山太樹（ナカザト（現:オキナワ）） | 日本     | 2020年度中日本・西部日本ウェルター級新人王対抗戦 |
| 6            | 2020年12月27日 | ☆    | 4R      | 判定3-0 | ビッグベイビー岡本（六島）            | 日本     | 2020年度全日本ウェルター級新人王西軍代表決定戦   |
| 7            | 2021年2月21日  | ☆    | 4R      | 判定3-0 | 山崎海知（山龍）                      | 日本     | 2020年度全日本ウェルター級新人王決定戦           |
| 8            | 2021年7月18日  | ☆    | 1R 1:02 | TKO     | 岡田翔真（姫路木下）                  | 日本     |                                                  |
| 9            | 2021年11月28日 | ☆    | 6R 1:08 | KO      | 西川宏次郎（八王子中屋）              | 日本     |                                                  |
| 10           | 2022年3月20日  | ☆    | 8R      | 判定3-0 | 畑上昌輝（長崎ハヤシダ）              | 日本     |                                                  |
| 11           | 2022年7月24日  | ☆    | 6R 1:01 | TKO     | 野中悠樹（渥美）                      | 日本     | WBOアジアパシフィックミドル級タイトルマッチ      |
| 12           | 2022年12月11日 | ☆    | 10R     | 判定3-0 | 可兒栄樹（T&T）                       | 日本     | WBOアジア太平洋防衛1→返上                        |
| 13           | 2023年3月26日  | △    | 8R      | 判定1-1 | 星大翔（角海老宝石）                  | 日本     |                                                  |
| 14           | 2023年9月2日   | ★    | 10R     | 判定0-3 | 坂井祥紀（横浜光）                    | 日本     | 日本ウェルター級タイトルマッチ                   |
| 15           | 2024年3月31日  | ★    | 8R      | 判定0-3 | セムジュ・デビッド（中日）            | ウガンダ |                                                  |
| テンプレート |                |      |         |         |                                       |          |                                                  |

## 獲得タイトル
- 全日本ウェルター級新人王
- WBOアジアパシフィックミドル級王座（防衛1=返上）